# Eucyclops indicus
Eucyclops indicus – gatunek widłonoga z rodziny Cyclopidae, nazwa naukowa gatunku została po raz pierwszy opublikowana w 1927 roku przez niemieckiego zoologa Friedricha Kiefera.